# Kristina Ahlmark Michanek

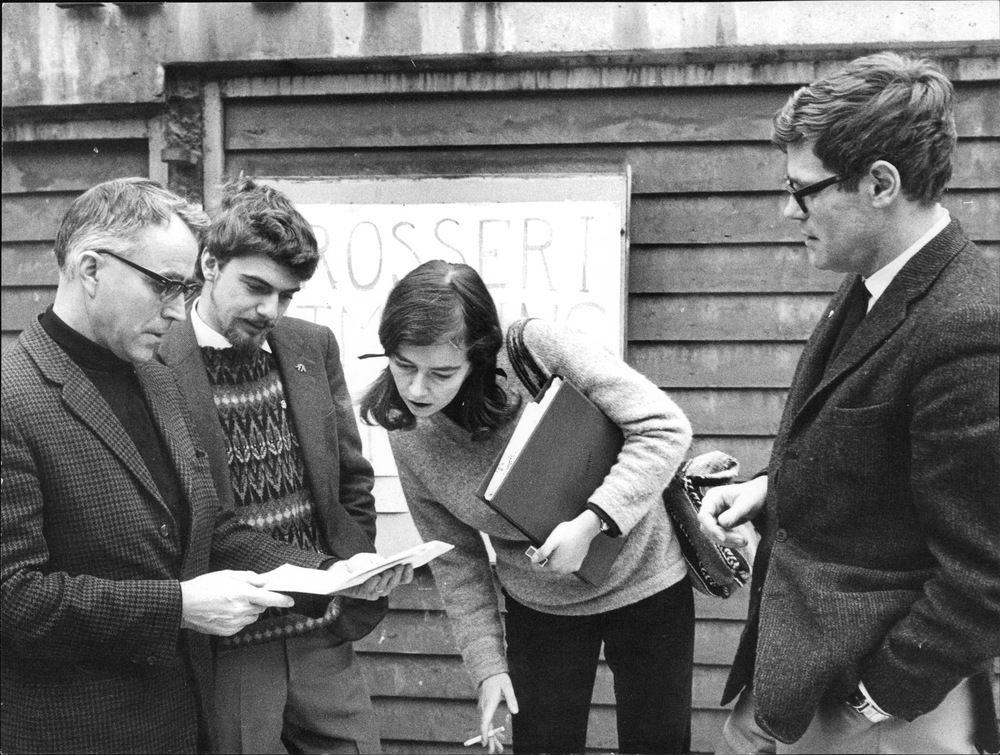
Kristina Ahlmark Michanek omgiven av Tore Zetterholm, Jan Fjellander och Göran Palm 1966.

Kristina Birgitta Elisabet Ahlmark Michanek, född Ahlmark den 15 november 1938 i Uppsala död 26 juni 2025, var en svensk författare och journalist. 
Ahlmark gav 1962 ut debattboken Jungfrutro och dubbelmoral, vilken skapade stor upprördhet och debatt. I boken förespråkade hon "kärlek för vänskaps skull" och avfärdade "den stora kärleken" som krav för att ha samlag. Detta bröt mot kyrkans, skolans och den samtida sexualupplysningens moral. Boken blev underlaget till filmen För vänskaps skull som regisserades av Hans Abramson 1965.
Kristina Ahlmark Michanek har varit gift med fotografen och journalisten Bengt Michanek och är kusin till Per Ahlmark.

## Filmmanus
- 1965 – För vänskaps skull